# Franziska Steil
Franziska Steil (* 31. Januar 1984 in Guben, geborene Franziska Garcia Almendaris) ist eine ehemalige deutsche Handballspielerin. Mittlerweile ist sie als Handballtrainerin tätig.

## Karriere
Die 1,70 m große Kreisspielerin begann ihre Karriere beim HV Guben und stand von 2000 bis 2008 bei der TSG Ketsch unter Vertrag. Dort spielte sie in der 1. Mannschaft in der Handball-Bundesliga der Frauen. Im Juniorinnenbereich bestritt sie 40 Länderspiele. Zur Saison 2008/09 wechselte sie zum 1. FC Nürnberg. Nach einem Jahr wechselte sie zum Thüringer HC. Im Sommer 2011 wechselte sie zu Bayer 04 Leverkusen, bei dem ebenfalls ihre Schwester Elisabeth Garcia Almendaris spielte. Nach der Saison 2011/12 beendete sie zunächst ihre Karriere sowohl aus gesundheitlichen als auch aus beruflichen Gründen. Im Dezember 2013 wurde sie vom Bundesligisten DJK/MJC Trier reaktiviert. Nach der Saison 2014/15 beendete sie ihre Karriere erneut. Steil gab nochmals im März 2019 ihr Comeback beim abstiegsbedrohten Zweitligisten DJK/MJC Trier.
Steil trainierte in der Saison 2019/20 den Oberligisten HSG Hunsrück. Zur Saison 2021/22 übernahm Steil den Zweitligisten TSG Ketsch, den sie bis zum Saisonende 2024/25 trainierte.

## Erfolge
- Deutsche Meisterin 2011
- DHB-Pokal 2011
- Deutsche Hochschulmeisterin 2005
- Bundesligaaufstieg mit der TSG Ketsch 2005
- 5. Platz Juniorinnen-WM 2003 in Mazedonien
- Vize-Europameisterin 2000 in der Türkei